# V reševanje problemov usmerjeno policijsko delo
V reševanje problemov usmerjeno policijsko delo je razvil profesor Herman Goldstein na Univerzi v Wisconsin – Madison. Model predstavlja policijsko strategijo, ki vključuje identifikacijo in analizo specifičnih problemov, ki se nanašajo na kriminaliteto in nered ter s tem razvil strategijo za hitro odzivanje. Policija naj bi se ravnala po Goldsteinovem modelu. Goldstein (1979) je s svojim modelom nadomestil prejšnji policijski model. Njegov pristop zahteva proaktivno policijo in da ta razume temeljne probleme, ki so usmerjeni k zmanjšanju kriminala. Goldstein poudarja premik tudi pri paradigmah v kazenskem pravu in pri civilnem statutu, ki se nanaša na uporabo občinskih sredstev in sredstev skupnosti. Goldsteinov model sta leta 1987 John E. Eck in William Spelman razvila v SARA model reševanja problemov. Ta strategija daje večji poudarek na raziskavah in analizah ter prav tako temelji na preprečevanju kriminala in zmanjšanju problemov v skupnosti.

## Povzetek
V reševanje problemov usmerjeno policijsko delo temelji na identifikaciji problemov. Problemov pa ne opredeljujejo vsi na enak način. Tipična definicija Goldsteina da je potrebno opredeliti vzroke za težave. Eck in Spelman sta razvila model dvanajstih korakov o tem kako bi v reševanje problemov usmerjeno policijsko delo moralo upoštevati:
1.	Potrebno se je osredotočiti na težave, ki zadevajo javnost.
2.	Učinkovitost ni primarna skrb.
3.	Biti moraš proaktiven.
4.	Prvi korak pri reševanju vsebinskih problemov naj bodo sistematične preiskave.
5.	Spodbujanje uporabo strogih metod preiskave, 
6.	V celoti naj se izkoristijo policijski podatki in datoteke ter izkušnje.
7.	Skupine je potrebno obravnavati kot skupni problem.
8.	Posamezne incidente ne smemo združevati v en problem, ampak jih moramo obravnavati ločeno.
9.	Spodbujanje k iskanju rešitev.
10.	Poznavanje kazenskega zakonika in odzivanje na težave.
11.	Ugotavljati več rešitev v enem problemu.
12.	Se zavedati tveganja pri reševanju težav.

## Politična vprašanja in konflikti med udeleženci
Uspehi pri reševanju problemov so dobro dokumentirani v študijah. Atnologi  Roland Glkensor, Mark Correia in Kennath Peak predstavljajo novo policijo, to je nova politika z različnimi stopnjami uspešnosti. (Policijska skupnosti: razumevanje kriminalu in reševanje težav, Roxbury založništvo, 2000, stran 1). Javna korist se kaže v varnostni službi za administratorje in izvoljene uradnike. Tretji razlog je priložnost, da se zbere velike vsote denarja s pomočjo zveznih donacij. Leta 1995 so donacije, ki so znašale $327 milijonov od ameriškega ministrstva za pravosodje so razdeljene med izvedbene policijske oddelke v reševanje problemov usmerjeno policijsko delo, programa v Arizoni. Razpoložljivi donacijski denar ustvari pravo spodbudo za policijske agencije v. Zvezne agencije in nacionalne policijske skupine ustanavljajo nacionalne nagrade za učinkovit problem  usmerjenega policijskega programa in izvajanje po svetu. Zvezna agencija v ZDA, urad Skupnosti Oriented Policijska Services (policaji) je pridobila ključno strategijo in sredstva za to delo (www.popcenter.org). Politika v reševanje problemov usmerjeno policijsko delo lahko zahteva precejšno organizacijsko prestrukturiranje, administratorji lahko unovčijo prijavnico  za neomejeno velika sredstva.

## Pomembni vplivi v reševanje usmerjeno policijsko delo
V reševanje usmerjeno policijsko delo ima številne pozitivne učinke, iz teh pa izhajajo tudi nekatere nepredvidene posledice. Večina kritik v reševanje usmerjenega policijskega dela se nanaša na kazenski pregon. Varuhi zakona so na splošno zadovoljni če dosežejo zmanjšanje kriminala na njihovih ciljnih področjih in se ne ozirajo toliko na to, če se ta kriminal preseli izven meja njihovih pristojnosti. Vendar pa ocenjevanje in razumevanje potencialnih učinkov premeščanja lahko pomaga zagotoviti učinkovitost v reševanju usmerjenega policijskega dela. Toda tudi določanje obsega razseljevanja bo pomagalo pri zagovarjanju rezultatov kritika. Po podatkih centra v reševanje usmerjeno policijsko delo za izpodriv kriminala je selitev kriminala iz enega v drugo področje po točno določenem času, taktika in kot posledica določene strategije preprečevanja kriminalitete.